# 護憲三派
護憲三派（ごけんさんぱ）とは、第二次護憲運動を起こした立憲政友会・憲政会・革新倶楽部の三政党のことである。政党内閣樹立や、普通選挙の実現、貴族院改革、行財政改革などを掲げた。
大正13年（1924年）1月18日、各党の党首である高橋是清・加藤高明・犬養毅が会合した際に成立したが、翌年に革新倶楽部が政友会に吸収され、更に第一次加藤高明内閣の辞職の際に解消した。

## 沿革
一般に第二次護憲運動は憲政擁護・普選実行のスローガンのもとに行われたと考えられている。しかし個別に見ると、政友会は大正9年に普選尚早を理由に衆議院解散をして勝利した経緯があり、個人レベルで普選推進の主張は許可したが、党としては従来路線と矛盾する普選実行をスローガンに掲げることはできなかった。むしろ分裂して対立関係にあった清浦内閣の与党である政友本党は普通選挙推進をスローガンとしていた。また、憲政擁護（憲政の常道、衆議院多数党への政権移譲）についても、政友会は超然内閣であった前政権の加藤友三郎内閣を全面的に支持していたため、超然内閣であるという理由だけで清浦内閣を攻撃するのは難しかった。このため、政友会の小泉策太郎は「特権内閣」のレッテルを張って倒閣運動を企画し、また政友会総裁の高橋是清については子爵を息子へ譲って貴族院議員を辞職して衆議院へ出馬することを進言した。高橋も憲政会の加藤高明総裁に対抗するため、以前より同案を考慮していたので実施に移すこととなった。犬養毅の率いる革新倶楽部も第2次山本内閣で逓信大臣に入閣した実績があり、超然内閣を批判する後ろめたさを持っていた。この時に野党に回った加藤高明に犬養は嫌われていた。護憲三派と言われるが、この中で憲政擁護・普選実行を真正面から主張する資格があるのは、長年の野党暮らしをしていた加藤高明の憲政会だけであり、政友会・革新倶楽部とは決して一枚岩ではなかった。護憲三派という名称にこだわりすぎると、この時期の政党間の合従連衡的実像を見誤ることになるであろう。